# マット・セラ
マット・セラ（Matt Serra、1974年6月2日 - ）は、アメリカ合衆国ニューヨーク州ロングアイランド出身の男性総合格闘家。セラ・ロンゴ・ファイトチーム所属。元UFC世界ウェルター級王者。UFC殿堂入り。

## 来歴
幼い頃から詠春拳を学び、10代からはレスリングをやっていた。18歳からヘンゾ・グレイシーの下でブラジリアン柔術を学び、1999年にパンアメリカン柔術選手権紫帯で優勝、2000年に世界柔術選手権茶帯で優勝すると、2000年5月にヘンゾ・グレイシーから黒帯を授与された。セラはヘンゾに黒帯を授与された初めてのアメリカ人となった。
2000年6月4日のPRIDE.9に出場予定であったが、対戦相手のジョイユ・デ・オリベイラが入場時に演出の花火で大火傷を負ったため中止となった。
2001年4月、アブダビコンバットの77kg級に出場。1回戦で五味隆典、2回戦でジャン・ジャック・マチャド、準決勝でレオナルド・サントスを破り決勝に進出するも、マーシオ・フェイトーザとの同門対決を避け試合を辞退し準優勝となった。

### UFC
2001年5月4日、UFC初参戦となったUFC 31でショーニー・カーターに右バックハンドブローで3RKO負け。続く9月28日のUFC 33ではイーブス・エドワーズに2-0の判定勝ちを収めた。
2002年9月27日、UFC 39のライト級王座決定トーナメント1回戦でBJ・ペンと対戦し、0-3の判定負けを喫した。
2006年にはリアリティ番組「The Ultimate Fighter」のシーズン4に参加した。UFC世界ウェルター級王座への挑戦権を賭けたトーナメントでピート・スプラット、ショーニー・カーターに勝利し決勝に進出、11月11日に行われたフィナーレでの決勝戦ではクリス・ライトルに2-1の判定勝ちを収め、優勝を果たすと共にジョルジュ・サンピエールの持つUFC世界ウェルター級王座への挑戦権を獲得した。

#### UFC世界王座獲得
2007年4月7日、UFC 69のUFC世界ウェルター級タイトルマッチで王者ジョルジュ・サンピエールと対戦。試合前のオッズでは1-11とセラが圧倒的不利と目されていたが、試合では1R早々にパンチでサンピエールをぐらつかせ、そのまま追い討ちのパンチでダウンを奪い追撃のパウンドでTKO勝ち。王座獲得に成功し、ノックアウト・オブ・ザ・ナイトを受賞した。この試合はMMA史上最大の大番狂わせの一つとされており、スポーツ・イラストレイテッドの2000年代アップセット・オブ・ザ・ディケイドやシンデレラストーリー・オブ・ザ・ディケイドなどを受賞した。
2007年9月から「The Ultimate Fighter」シーズン6でマット・ヒューズと共にそれぞれのチームのヘッドコーチを務め、12月29日のUFC 79でヒューズとのウェルター級タイトルマッチが予定されていたが、負傷のため欠場となった。

#### 世界王座陥落
2008年4月19日、UFC 83のUFC世界ウェルター級王座統一戦で暫定王者ジョルジュ・サンピエールと再戦し、グラウンドでのボディへの膝蹴りにより2RTKO負け。リベンジを許すとともに王座から陥落した。
2009年5月23日、元ウェルター級王者同士の試合となったUFC 98でマット・ヒューズと対戦し、0-3の判定負け。ファイト・オブ・ザ・ナイトを受賞した。
2010年2月6日、UFC 109でフランク・トリッグと対戦し、カウンターの右フックでダウンを奪ったところにパウンドで追撃し1RTKO勝ち。ノックアウト・オブ・ザ・ナイトを受賞した。
2010年9月25日、UFC 119でクリス・ライトルと対戦し、0-3の判定負けを喫した。
2013年5月22日、引退を表明。現在はニューヨークで柔術道場を経営すると共に、トレーナーのレイ・ロンゴとチームを組み総合格闘家のコーチをしている。

## 戦績

### 総合格闘技
| 総合格闘技 戦績 | 総合格闘技 戦績 | 総合格闘技 戦績 | 総合格闘技 戦績 | 総合格闘技 戦績 | 総合格闘技 戦績 | 総合格闘技 戦績 |
| --------------- | --------------- | --------------- | --------------- | --------------- | --------------- | --------------- |
| 18 試合         | (T)KO           | 一本            | 判定            | その他          | 引き分け        | 無効試合        |
| 11 勝           | 2               | 5               | 4               | 0               | 0               | 0               |
| 7 敗            | 2               | 0               | 5               | 0               | 0               | 0               |

| 勝敗 | 対戦相手                 | 試合結果                           | 大会名                                                             | 開催年月日     |
| ×    | クリス・ライトル         | 5分3R終了 判定0-3                  | UFC 119: Mir vs. Cro Cop                                           | 2010年9月25日  |
| ○    | フランク・トリッグ       | 1R 2:23 TKO（右フック→パウンド）   | UFC 109: Relentless                                                | 2010年2月6日   |
| ×    | マット・ヒューズ         | 5分3R終了 判定0-3                  | UFC 98: Evans vs. Machida                                          | 2009年5月23日  |
| ×    | ジョルジュ・サンピエール | 2R 4:45 TKO（ボディへの膝蹴り）    | UFC 83: Serra vs. St-Pierre 2 【UFC世界ウェルター級王座統一戦】    | 2008年4月19日  |
| ○    | ジョルジュ・サンピエール | 1R 3:25 TKO（右フック→パウンド）   | UFC 69: Shootout 【UFC世界ウェルター級タイトルマッチ】             | 2007年4月7日   |
| ○    | クリス・ライトル         | 5分3R終了 判定2-1                  | The Ultimate Fighter 4 Finale 【ウェルター級トーナメント 決勝】    | 2006年11月11日 |
| ×    | カロ・パリジャン         | 5分3R終了 判定0-3                  | UFC 53: Heavy Hitters                                              | 2005年6月4日   |
| ○    | アイヴァン・メンジバー   | 5分3R終了 判定3-0                  | UFC 48: Payback                                                    | 2004年6月19日  |
| ○    | ジェフ・カラン           | 5分3R終了 判定3-0                  | UFC 46: Supernatural                                               | 2004年1月31日  |
| ×    | ディン・トーマス         | 5分3R終了 判定1-2                  | UFC 41: Onslaught                                                  | 2003年2月28日  |
| ×    | BJ・ペン                 | 5分3R終了 判定0-3                  | UFC 39: The Warriors Return 【ライト級王座決定トーナメント 1回戦】 | 2002年9月27日  |
| ○    | ケリー・デュランティ     | 1R 2:58 三角絞め                   | UFC 36: Worlds Collide                                             | 2002年3月22日  |
| ○    | イーブス・エドワーズ     | 5分3R終了 判定2-0                  | UFC 33: Victory in Vegas                                           | 2001年9月28日  |
| ×    | ショーニー・カーター     | 3R 4:51 KO（右バックハンドブロー） | UFC 31: Locked and Loaded                                          | 2001年5月4日   |
| ○    | グレッグ・メリシ         | 1R 0:46 腕ひしぎ十字固め           | Vengeance at the Vanderbilt 11                                     | 2001年2月24日  |
| ○    | ジェフ・テルヴィ         | 1R 0:30 フロントチョーク           | Vengeance at the Vanderbilt 7                                      | 2000年1月29日  |
| ○    | グラハム・ルイス         | 1R 1:04 腕ひしぎ十字固め           | Vengeance at the Vanderbilt 6                                      | 1999年8月21日  |
| ○    | カムザット・ヴィタエフ   | チョークスリーパー                 | Vengeance at the Vanderbilt 3                                      | 1998年4月1日   |

### 総合格闘技エキシビション
| 勝敗 | 対戦相手             | 試合結果                | 大会名                 | 開催年月日    |
| ○    | ショーニー・カーター | 5分3R終了 判定3-0       | The Ultimate Fighter 4 | 2006年6月26日 |
| ○    | ピート・セル         | 1R 3:29 TKO（パウンド） | The Ultimate Fighter 4 | 2006年6月16日 |

### グラップリング
| 勝敗 | 対戦相手                   | 試合結果           | 大会名                          | 開催年月日    |
| ×    | マーシオ・フェイトーザ     | -                  | ADCC 2001 【77kg未満級 決勝】   | 2001年4月     |
| ○    | レオナルド・サントス       | チョークスリーパー | ADCC 2001 【77kg未満級 準決勝】 | 2001年4月     |
| ○    | ジャン・ジャック・マチャド | ポイント           | ADCC 2001 【77kg未満級 2回戦】  | 2001年4月     |
| ○    | 五味隆典                   | チョークスリーパー | ADCC 2001 【77kg未満級 1回戦】  | 2001年4月11日 |

## 獲得タイトル
- パンアメリカン柔術選手権 紫帯メジオ級 優勝（1999年）
- 世界柔術選手権 茶帯メジオ級 優勝（2000年）
- 第4回アブダビコンバット 77kg未満級 準優勝（2001年）
- The Ultimate Fighter 4 ウェルター級トーナメント 優勝（2006年）
- 第7代UFC世界ウェルター級王座（2007年）

## 表彰
- ブラジリアン柔術 黒帯三段
- UFC
  - ファイト・オブ・ザ・ナイト（1回）
  - ノックアウト・オブ・ザ・ナイト（2回）
  - UFC殿堂入り（2018年）
- スポーツ・イラストレイテッド
  - アップセット・オブ・ザ・ディケイド（2009年）
  - シンデレラストーリー・オブ・ザ・ディケイド（2009年）
- Bleacher Report
  - アップセット・オブ・ザ・ディケイド